# Eduardo Díaz del Río
Eduardo Díaz del Río (Santiago, 17 de diciembre de 1973) es un político chileno que fue diputado entre 1998 y 2010.

## Biografía
Hijo de Bárbara del Río Goudie y Eduardo Díaz Herrera, alcalde de Toltén (periodo 1996-2000) y fundador del Partido del Sur. Es hermano del actor Pablo Díaz y primo de Nicolás Monckeberg, hijo de su tía paterna Margarita Díaz Herrera.
Miembro de la iglesia evangélica, Alianza cristiana y misionera
Realizó sus estudios básicos y secundarios en el Colegio Alemán de Temuco, en la Escuela Militar y en el Saint George's College de Santiago, de donde egresó en 1991. Finalizada su instrucción escolar, estudió Derecho en la Pontificia Universidad Católica de Chile, donde egresó como Licenciado en Ciencias Jurídicas. Realizó un posgrado en Ciencias Políticas con mención en Derecho Parlamentario en la Universidad de Salamanca en España. Con posterioridad realizó un MBA en la Universidad Adolfo Ibáñez que concluyó en el año 2011.[cita requerida]
Entre 1991 y 1998, como estudiante secundario y universitario, participó en las actividades de acción social de la pastoral del Colegio Saint George y en el programa de trabajo en la calle del Hogar de Cristo. Estas actividades sentarían las bases para lo que más tarde se transformaría en la Fundación de Trabajo en la Calle y lo motivarán a su ingreso en el mundo político.
En octubre de 2002 se casó con María Verónica Meinero Crosetti, de quien posteriormente se divorció, y es padre de dos hijos.
Hoy, retirado de la actividad política, además de trabajar en el sector privado, se dedica a presidir y desarrollar la Fundación eNpareja, la cual que se propone «visibilizar a la pareja como un sistema humano transformador e influyente, situado al mismo nivel que el individuo o la familia».

## Carrera política

### Inicios y primer periodo en la Cámara (1997-2002)
En 1997 fue elegido vicepresidente del Centro de Alumnos de su facultad. Ese mismo año participó en las elecciones parlamentarias, donde fue elegido diputado por la región de La Araucanía, para el período legislativo 1998 a 2002, por el distrito N.º 51, correspondiente a las comunas de Carahue, Freire, Nueva Imperial, Pitrufquén, Puerto Saavedra y Teodoro Schmidt, en representación del Partido del Sur
Integró las comisiones permanentes de Familia; Gobierno Interior; Regionalización, Planificación y Desarrollo Social; Recursos Naturales, Bienes Nacionales y Medio Ambiente; y Derechos Humanos, Nacionalidad y Ciudadanía. También, fue miembro de la Comisión Especial de Drogas. Asimismo, encabezó la acusación constitucional contra el entonces ministro de Obras Públicas Ricardo Lagos Escobar debido al no pago previo de las indemnizaciones por expropiaciones a campesinos mapuches de las comunas de Carahue y Pitrufquén. Además, se destacó por su rol fiscalizador al denunciar el gasto de mil millones en los comedores del Senado.
Como diputado independiente, decidió integrarse —junto a la también diputada regional e independiente Rosa González Román— a la bancada de la Unión Demócrata Independiente (UDI). Ambos lo hicieron por la necesidad de hacer viable su trabajo parlamentario, toda vez que individualmente sin pertenecer a una bancada o comité parlamentario carecerían de la posibilidad de intervenir suficientemente en sala y elegir comisiones haciendo muy complejo el ejercicio de su labor.[cita requerida]

### Segundo y tercer periodos en la Cámara (2002-2010)
En las elecciones parlamentarias de diciembre de 2001, mantuvo su escaño por el mismo Distrito N.º 51 (período legislativo 2002 a 2006). Integró las comisiones permanentes de Agricultura, Silvicultura y Desarrollo Rural; y Derechos Humanos, Nacionalidad y Ciudadanía. También, fue miembro de las comisiones especiales de Drogas; de la Juventud; sobre Actuaciones de Funcionarios Públicos en el Caso Matute; y fue presidente de la comisión de Sectas Religiosas.
En 2004, con el respaldo unánime de todos los concejales de la comuna de Pitrufquén, logró la destitución del alcalde Pedro Lizama, tras la desaparición de recursos de un Comité de Vivienda de la zona. Asimismo, se retiró de la bancada UDI, luego de que la misma colectividad apoyara a Lizama en las elecciones municipales de ese año.
En las elecciones parlamentarias de diciembre de 2005, mantuvo su escaño por el mismo distrito N.º 51, período legislativo 2006 a 2010. Integró las comisiones permanentes de Familia, que presidió hasta 2008; Defensa Nacional; y Economía. También, fue miembro de las comisiones especiales de Cultura y de las Artes; y la Investigadora de Asesorías Efectuadas en Reparticiones Gubernamentales.
Dentro de su labor fiscalizadora, además del «caso Pitrufquén», presentó ante la Contraloría casos de irregularidades detectadas en el municipio de Carahue, los que fueron saldados con sanciones administrativas al alcalde y otros funcionarios de la comuna. También solicitó investigaciones en las comunas de Padre de Las Casas y Cunco. Asimismo, se destacó por su preocupación por la agricultura y por ser un referente en el tema mapuche.
En enero de 2005 integró a la bancada del Partido Demócrata Cristiano (PDC), colectividad a la que renunció junto a otros cuatro diputados en enero de 2008, luego de la expulsión del senador Adolfo Zaldívar. A partir de esa fecha, fundó y se integró a la bancada independiente de la Cámara de Diputados.
Para las elecciones parlamentarias de diciembre de 2009, decidió no repostularse a la Cámara y buscar un cupo en el Senado en representación del Partido Regionalista de los Independientes (PRI) por la Novena Circunscripción Sur Región de la Araucanía, dentro del pacto Chile Limpio, Vote Feliz. Sin embargo, no resultó elegido.
Su periodo como diputado finalizó el 11 de marzo de 2010.

### Actividades posteriores
En julio de 2010, asumió la presidencia del PRI, la cual mantuvo hasta octubre de ese año, renunciando «por razones de salud».
Tras varios años alejado de la política, en noviembre de 2016 se convirtió en militante de Amplitud.

## Historial electoral

### Elecciones parlamentarias de 1997
- Elecciones parlamentarias de 1997 a Diputados por el distrito 51 (Carahue, Freire, Nueva Imperial, Pitrufquén, Saavedra y Teodoro Schmidt)[10]

### Elecciones parlamentarias de 2001
- Elecciones parlamentarias de 2001 a Diputados por el distrito 51 (Carahue, Freire, Nueva Imperial, Pitrufquén, Saavedra y Teodoro Schmidt)[11]

### Elecciones parlamentarias de 2005
- Elecciones parlamentarias de 2005 a Diputados por el distrito 51 (Carahue, Cholchol, Freire, Nueva Imperial, Pitrufquén, Saavedra y Teodoro Schmidt)[11]

### Elecciones parlamentarias de 2009
- Elecciones parlamentarias de 2009 a Senador por la Circunscripción 15 (La Araucanía Sur)[12]